# 윔

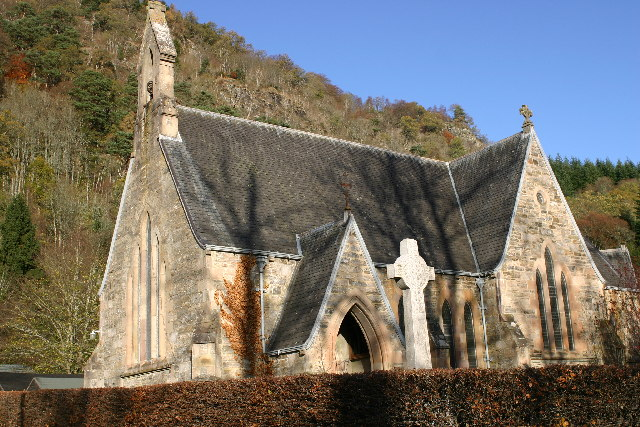
윔의 교회

윔(Weem)은 영국 스코틀랜드의 한 마을이다.
윔은 스코틀랜드 퍼스셔의 에버펠디(Aberfeldy) 근처 B846에 있는 마을이다. 윔(Weem)이라는 이름은 '동굴'을 의미하는 게일어 우암(uamh)에서 파생되었다.
근처에는 멘지스성(Castle Menzies)이 있다. 스코틀랜드에서 가장 잘 보존된 16세기 성 중 하나인 맨지스성은 클랜 맨지스(Clan Menzies)의 소재지이다. 성 및 부지는 여름에 방문객에게 개방된다.
윔의 올드 패리시 교회(Old Parish Church)는 중세 시대부터 16세기 멘지스가의 장례 기념물과 그들의 장례식에 사용된 전령 부화를 포함하고 있다.
윔에는 에일리언 츠라간(Ailean Chraggan)과 윔 인(Weem Inn)이라는 두 개의 펍이 있다.